# Mary Wolverston
Mary Wolverston, Lady Killigrew (abans de 1525 - després de 1587), fou una noble de Suffolk que va ser acusada de pirateria durant el regnat de la reina Isabel I (1558-1603). Diverses fonts l'han confós amb la mare del seu marit, Elizabeth Trewennard / Trewinnard i, fins i tot, amb la seva neta Jane Fermor.

## Pirateria
A la dècada del 1540, el rei Enric VIII va fer construir el castell de Pendennis en una part de la finca Arwenack pertanyent a la família Killigrew. John III Killigrew va ser nomenat pel rei com a primer governador hereditari del castell de Pendennis i, després de la seva mort, la reina Isabel I va nomenar segon governador al seu fill, Sir John IV Killigrew, amb qui es casaria Mary Wolverston. El seu càrrec li permetia controlar tota la navegació al port de Carrick Roads (el tercer port natural més gran del món) i en bona part de la costa sud. Sir John IV Killigrew va utilitzar la seva posició privilegiada per a capturar les càrregues dels vaixells que arribaven al seu abast. El 1567 Arwenack House va convertir-se en fortalesa i s'utilitzava per emmagatzemar mercaderies robades en batudes de pirateria. Mary i el seu marit van pagar taxes quantioses als funcionaris, subornant-los per a que permetessin les seves activitats il·lícites. Mary va tenir un paper actiu en aquests fets i, segons sembla, va gaudir de l'aventura més que el seu marit.
L'historiador Neville Williams va descriure Mary (a qui erròniament va anomenar "Elizabeth") com una "dona de negocis dura i sense principis" que va gestionar Arwenack House i va supervisar l'enterrament del tresor al seu jardí. Al gener de 1582, Mary (qui ja comptava amb 60 anys), va sentir el rumor que hi havia un tresor a bord del vaixell espanyol Santa Maria de San Sebastián fondejat davant de la casa Arwenack, i va enviar els seus servents a capturar-lo i escorcollar la càrrega, procés durant el qual morí un comerciant. Malgrat els rumors en sentit contrari, és improbable que participés personalment en la incursió; no obstant això, va ser arrestada per robatori i receptació de béns robats.
Mary va ser processada (igual que alguns dels seus familiars) i condemnada a mort. Tot i que dos dels seus ajudants van ser executats, ella fou indultada per la reina Isabel I. El fill de Mary va aconseguir alliberar-la de la presó pagant una quantitat considerable en suborns.

## Mort
Mary va morir en una data desconeguda a la parròquia de St Budock, Cornualla, on es trobava Arwenack. Encara vivia el 1587, quan el seu fill John va ser acusat d’haver obstaculitzat els processos legals per pirateria contra ella.

## A la ficció
La identitat de Mary Killigrew es confon sovint amb la seva sogra Elizabeth Trewinnard en fonts derivades i obres fictícies.
Lady Killigrew és el personatge principal de la novel·la històrica The Grove of Eagles (que és el significat de la paraula còrnica Killigrew,) de Winston Graham.